# Asistencialismo
El asistencialismo es la acción o el conjunto de acciones que llevan a cabo las instituciones estatales con la finalidad de prestar socorro a favor de ayudar a los individuos o grupos de individuos en condiciones de vulnerabilidad, de manera temporal o permanente. Se basa en el principio de la benevolencia, es decir en la compasión y la lástima, y se traduce en la limosna o el auxilio que se presta a los necesitados, a manera de una actitud solidaria con el sufrimiento ajeno."
El asistencialismo es una forma de aplicación de la asistencia, obligación que contraen los gobiernos con sus ciudadanos.

## Asistencialismo social
El asistencialismo social puede ser visto como toda ayuda brindada a alguna persona considerada en situación vulnerable o adversa. Puede ser asistencia social por parte del gobierno, órdenes religiosas u organizaciones de carácter social y sin fines de lucro. Se representa en la acción de extender un bien o atención a personas en necesidad.

## Asistencialismo filantrópico
El asistencialismo filantrópico, apunta a la racionalización de la ayuda, distinguiendo a los necesitados de los que se pueden aprovechar de la situación. La asistencia busca ser concedida solamente a los pobres que buscaban medios considerados honestos para cambiar esa condición social. Así, busca que al mismo tiempo que se proporcione asistencia material; se incentive a los individuos socorridas al trabajo tenaz. Con esto, se empeñan en inculcar en las personas atendidas el interés por un trabajo constante, regular e ininterrumpido, y una moral hacia la sociedad.

## Tipos de ayuda
La ayuda proporcionada a los beneficiarios del asistencialismo incluye la siguiente:
- Vivienda a personas sin hogar
- Duchas comunitarias
- Lavandería
- Albergue
- Comedores sociales
- Atención sanitaria
- Artículos de farmacia y de higiene básica

Los gobiernos pueden ofrecer los servicios en especie, poniendo a disposición del necesitado estos recursos o proporcionando insumos monetarios a través de sistemas como la renta básica universal, aplicada en países como Finlandia o Cuba. Este servicio podría ser subcontratado por los ayuntamientos a empresas públicas.

## Papel de las organizaciones no gubernamentales
Algunas ONGs también aportan bienes y servicios a la comunidad. Cuando el Estado carece de medios y recursos humanos, hace uso de éstas organizaciones sin ánimo de lucro pero qué tienen personal contratado y posibilidad de repartir alimentos, impartir cursos o ayudar de algún modo a gente qué de otra forma no tendría acceso a esa ayuda. Son organizaciones o asociaciones qué mediante subvenciones o donaciones privadas dan trabajo a miles de personas al mismo tiempo qué intentan ayudar a gente qué lo necesita.